# 短柄五加
短柄五加（学名：Eleutherococcus brachypus）也称倒卵叶五加，是五加科五加属的植物，为中国的特有植物。分布于中国大陆的陕西等地，生长于海拔1,200米至1,800米的地区，常生于灌木林中及向阳山坡上，目前尚未由人工引种栽培。

## 异名
- Acanthopanax brachypus Harms
- Acanthopanax obovatus Hoo
- Eleutherococcus obovatus
- Eleutherococcus brachypus var. omeiensis